# Лапшина Ірина Миколаївна
Лапшина Ірина Миколаївна (4 серпня 1961, м. Вінниця) — українська науковиця, педагог, кандидат педагогічних наук, професор кафедри дошкільної та початкової освіти Вінницького державного педагогічного університету імені Михайла Коцюбинського.

## Біографія
Народилася 4 серпня 1961 року у Вінниці у родині службовців.
У 1982 році закінчила Вінницький державний педагогічний інституту здобула кваліфікацію учителя початкових класів.

### Професійна діяльність
Після закінчення інституту 3 роки (1983—1985) працювала вчителем початкових класів середньої загальноосвітньої школи №29 м. Вінниці.
З 1985 року — на кафедрі дошкільної та початкової освіти Вінницького державного педагогічного інституту.
у 1987—1991 рр. навчалася в аспірантурі Науково-дослідного інституту педагогіки АПН України, в лабораторії початкової освіти.
Від 1991 року у Вінницькому державному педагогічному університеті імені Михайла Коцюбинського на посадах старшого викладача (1991—1994 рр.), доцента (1994—1996 рр.), завідувача кафедри (1996—1997 рр.), доцента (1997—2017 рр.), професора Вінницького державного педагогічного університету імені Михайла Коцюбинського (від 2017 р. і дотепер) по кафедрі дошкільної та початкової освіти
У червні 1992 року захистила кандидатську дисертацію на тему «Формування орфографічних навичок на початковому етапі навчання російського правопису в українській школі» зі спеціальності 13.00.02— теорія і методика навчання (російська мова) під керівництвом доктора педагогічних наук Ґудзик Ірини Пилипівни.
У 1995 році присвоєно вчене звання доцента кафедри педагогіки та методики початкового навчання.
У 2005 році заочно закінчила з відзнакою Переяслав-Хмельницький державний педагогічний університет імені Григорія Сковороди за спеціальністю «Педагогічна освіта» і здобула кваліфікацію вихователя дітей дошкільного віку, соціального педагога в закладах освіти, правознавця в закладах освіти.
Виконує обов′язки вченого секретаря вченої ради Вінницького державного педагогічного університету імені Михайла Коцюбинського.
Дійсний член Української асоціації психолігвістів. Член правління Всеукраїнської асоціації психолінгвістів (ВАПЛ).
З 2020 року— член Громадського Об′єднання «Академія розвитку особистості» [Архівовано 7 березня 2021 у Wayback Machine.] [Архівовано 7 березня 2021 у Wayback Machine.].

## Науковий доробок
Автор понад 300 публікацій, 20 підручників російської мови та читання з грифом Міністерства освіти і науки України «Буквар», «Російська мова. 1-4 класи», «Літературне читання. 2-4 класи», понад 25 навчальних посібників і робочих зошитів з грифом Міністерства освіти і науки України для учителів та учнів початкової школи, студентів вищої школи. Займається науковою діяльністю , публікується у міжнародних наукометричних базах даних Web of Science.
Коло наукових інтересів: дошкільна лінгводидактика, загальні питання мовно-літературної освіти дітей дошкільного та молодшого шкільного віку (мета, зміст, форми), теорія і методика навчання мови (рідної / нерідної), підготовка учителя до мовно-літературної освіти дітей дошкільного та молодшого шкільного віку; аспекти підготовки дитини до школи; технології навчання освітньої галузі «Мови і літератури».
Підготувала 3-х кандидатів педагогічних наук[джерело не вказане 1473 дні].
Брала участь у робочих групах зі створення Державного стандарту початкової мовної освіти (2010—2011), навчальних програм початкової освіти (2012, 2016, 2018, 2019).
У 2017 році працювала у складі журі 3-го етапу конкурсу «Учитель року— 2017» у номінації «Початкова освіта».

## Нагороди
- відзнака «Відмінник освіти України» (2006)[12];
- нагрудний знак «Софія Русова» (2009)[12];
- нагрудний знак «За наукові та освітні досягнення» (2017)[джерело?];
- Почесні грамоти Міністерства освіти і науки України, Академії педагогічних наук України, Вінницької обласної та міської рад, Вінницької обласної державної адміністрації, ректорату Вінницького державного педагогічного університету імені Михайла Коцюбинського[12].

## Публікації
Список публікацій І.М. Лапшиної у її профілі на Google Академії
- Лапшина І. М., Зорька Н.М. Російська мова та читання" підручник для 2 класу з навчанням російською мовою закладів загальної середньої освіти (у 2-х частинах). — 2019.
- Лапшина І. М., Зорька Н.М. Російська мова" підручник для 2 класу закладів загальної середньої освіти.— 2019.